# Jesús Géles
Jesús Géles Vásquez (ur. 22 lutego 1988 w Cartagenie) – kolumbijski bokser, były zawodowy mistrz świata wagi junior muszej (do 108 funtów) organizacji WBO. 
Karierę zawodową rozpoczął 15 maja 2008 roku. Do października 2010 stoczył 12 walk, z których 10 wygrał, jedną zremisował i jedną przegrał. W tym okresie zdobył tytuł mistrza Kolumbii w wadze muszej.
30 października 2010 pokonał Meksykanina Omara Soto i został tymczasowym mistrzem WBO w junior muszej. 5 lutego 2011 roku zmierzył się z Meksykaninem Ramónem Garcíą Hiralesem. W pierwszej obronie tymczasowego mistrzostwa, Géles zwyciężył przez niejednogłośną decyzję . Po tym jak Segura przeszedł do wyższej kategorii wagowej, Géles został mistrzem pełnoprawnym.
30 kwietnia 2011 przystąpił do pierwszej obrony pasa WBO. Jego rywalem był Ramón García Hirales, którego Kolumbijczyk pokonał w lutym. Meksykanin zwyciężył przez nokaut w czwartej rundzie, mając go na deskach również w rundzie pierwszej. .
2 czerwca 2012 roku zmierzył się z Filipińczykiem Milanem Melindo o pas WBO International w wadze muszej. Melindo zwyciężył przez nokaut w pierwszym starciu, aż trzykrotnie doprowadzając do liczenia Kolumbijczyka.